# Guntis Rēķis
Guntis Rēķis (Riga, 3 novembre 1974) è un ex slittinista lettone.

## Biografia
Iniziò a gareggiare per la nazionale lettone nelle varie categorie giovanili nella specialità del singolo, ottenendo quali migliori risultati la medaglia di bronzo nella gara a squadre ai campionati mondiali juniores di Sigulda 1993.
A livello assoluto esordì in Coppa del Mondo nella stagione 1994/95, conquistò il primo dei suoi tre podi in Coppa il 9 dicembre 2007 nella gara a squadre a Winterberg (3°); in classifica generale, come miglior risultato, si piazzò al dodicesimo posto nella specialità del singolo nella stagione 2007/08.
Partecipò a quattro edizioni dei Giochi olimpici invernali, tutte le volte gareggiando esclusivamente nella specialità individuale: a Nagano 1998 concluse al diciassettesimo posto, a Salt Lake City 2002 finì in ventinovesima posizione,  a Torino 2006 giunse ventunesimo ed a Vancouver 2010, in quella che fu la sua ultima competizione a livello internazionale, portò a termine la gara al ventiseiesimo posto.
Prese parte altresì ad undici edizioni dei campionati mondiali, aggiudicandosi due medaglie  di bronzo nelle prove a squadre ad Oberhof 2008 ed a Lake Placid 2009, mentre nel singolo ottenne come miglior risultato il sedicesimo posto in due occasioni: a Schönau am Königssee 1999 e ad Igls 2007. Nelle rassegne continentali colse i suoi più importanti piazzamenti ad Oberhof 1998 con la quarta piazza nella prova a squadre ed a Sigulda 2010 con la decima posizione nell'individuale.

## Palmarès

### Mondiali
- 2 medaglie:
  - 2 bronzi (gara a squadre ad Oberhof 2008; gara a squadre a Lake Placid 2009).

### Mondiali juniores
- 1 medaglia:
  - 1 bronzo (gara a squadre a Sigulda 1993).

### Coppa del Mondo
- Miglior piazzamento in classifica generale nel singolo: 12° nel 2007/08.
- 3 podi (tutti nelle gare a squadre):
  - 3 terzi posti.